# 石垣航平
石垣 航平（いしがき こうへい、1993年6月25日 - ）は、ジャパンラグビーリーグワン日本製鉄釜石シーウェイブスに所属するラグビー選手。

## プロフィール
- 沖縄県出身[1]。
- ポジションはセンター（CTB)。
- 身長 184 cm、体重 104 kg

## 略歴
ラグビーを始めたきっかけは高校の先生に誘われたことから。
2012年、宮古高校卒業後、帝京大学に入る。
2016年、帝京大学卒業後、コカ・コーラレッドスパークスに加入。同年9月10日に行われたジャパンラグビートップリーグ第3節の神戸製鋼コベルコスティーラーズ戦にて先発出場で公式戦初出場を果たす。
2021年、宗像サニックスブルースに加入。
2022年、釜石シーウェイブス(現・日本製鉄釜石シーウェイブス)に加入。